# Kiomourtzou
Kiomourtzou o Kömürcü, está situada en las estribaciones meridionales de la cadena Pentadáctylos, a unos cuatro kilómetros al oeste del paso de Kyrenia y una kilómetro al SE de Agirda / Agirdag. 
Este pueblo, históricamente, estuvo habitado exclusivamente por turcochipriotas. 
El significado de komurcu es "carbonero" en turco.

## Conflicto Intercomunal
Desde 1831, el pueblo fue casi siempre habitada exclusivamente por los turcochipriotas. Entonces habían exclusivamente 9 personas. Durante la primera mitad del siglo, la población de la aldea fluctuó entre 40 y 55 (con 1 o 2 grecochipriotas). Su población se incrementó de 44 en 1946 a 63 en 1960. En este último censo no había grecochipriotas
Su población original no fue desplazada. 
Kiomourtzou, de 1964 a 1974, fue administrativamente parte del enclave turcochipriota de Nicosia. En 1971 no había refugiados en el lugar.

## Población Actual
Actualmente el pueblo está habitado por sus pobladores originales o descendientes. La población de la aldea se redujo una vez más después de 1974, debido al éxodo de los jóvenes hacia las ciudades. El censo de 2006 calcula a su población en 34.